# 朱見𰝠
繁昌恭定王朱見（1477年—1533年），明朝鄭藩第一代繁昌王，鄭簡王朱祁鍈庶第九子，明仁宗朱高熾曾孫，母夫人張氏。

## 生平
朱見𰝠于成化十三年（1477年）出生，成化十七年（1481年）十一月，朝廷赐名見𰝠，弘治元年九月丙子（1488年10月20日），册封为繁昌王，弘治七年十月戊辰（1494年11月10日），朝廷册封南京兵馬副指揮杜良女為繁昌王妃。正德二年（1507年），朝廷赐给朱見𰝠《聖學心法》、《易經集注》各一部。
鄭康王朱祐枔无嗣而终，由东垣王朱見𣹟之子朱祐檡继承，但朱見𰝠生母夫人張氏却向朝廷奏称朱見𣹟戴罪而死，理应由朱見𰝠袭郑王王位，朝廷命禮部於宗人府查玉牒次序，发现张氏奏报不实，最终于1509年令东垣王朱祐檡袭郑王王位，朱見𰝠因此被夺去三分之一的祿米，其王府教授也因为辅导不力而被革职逮问。
嘉靖十二年（1533年），朱見𰝠逝世，时年57岁，朝廷赐谥号恭定，四年后庶四子朱祐㭶袭爵。
朱見𰝠的陵墓位于今河南省博爱县月山镇九府坟村北，为博爱县县级重点文物保护单位，而其所葬之地亦因其而墓地得名九府坟。

## 家庭

### 子孫
- 第一子：早殤，未名[8]
- 第二子：早殤，未名[8]
- 第三子：鎮國將軍，早卒，無子嗣[8]
- 庶四子：繁昌榮戾王朱祐㭶[8]
- 第五子：鎮國將軍[8]
  - 第一子：輔國將軍朱厚？[8]
- 第四女：柘城县主，配仪宾姬滂[9]